# Saxeten
Saxeten là một đô thị thuộc huyện hành chính Interlaken-Oberhasli, bang Bern, Thụy Sĩ. Đô thị này có diện tích 19,2 km2, dân số thời điểm tháng 12 năm 2009 là 102 người. Năm 1999, tại đây đã xảy ra tai nạn làm thiệt mạng 21 du khác và người hướng dẫn viên trong một vụ lở đất hẻm núi.